# Marek Szołtysek

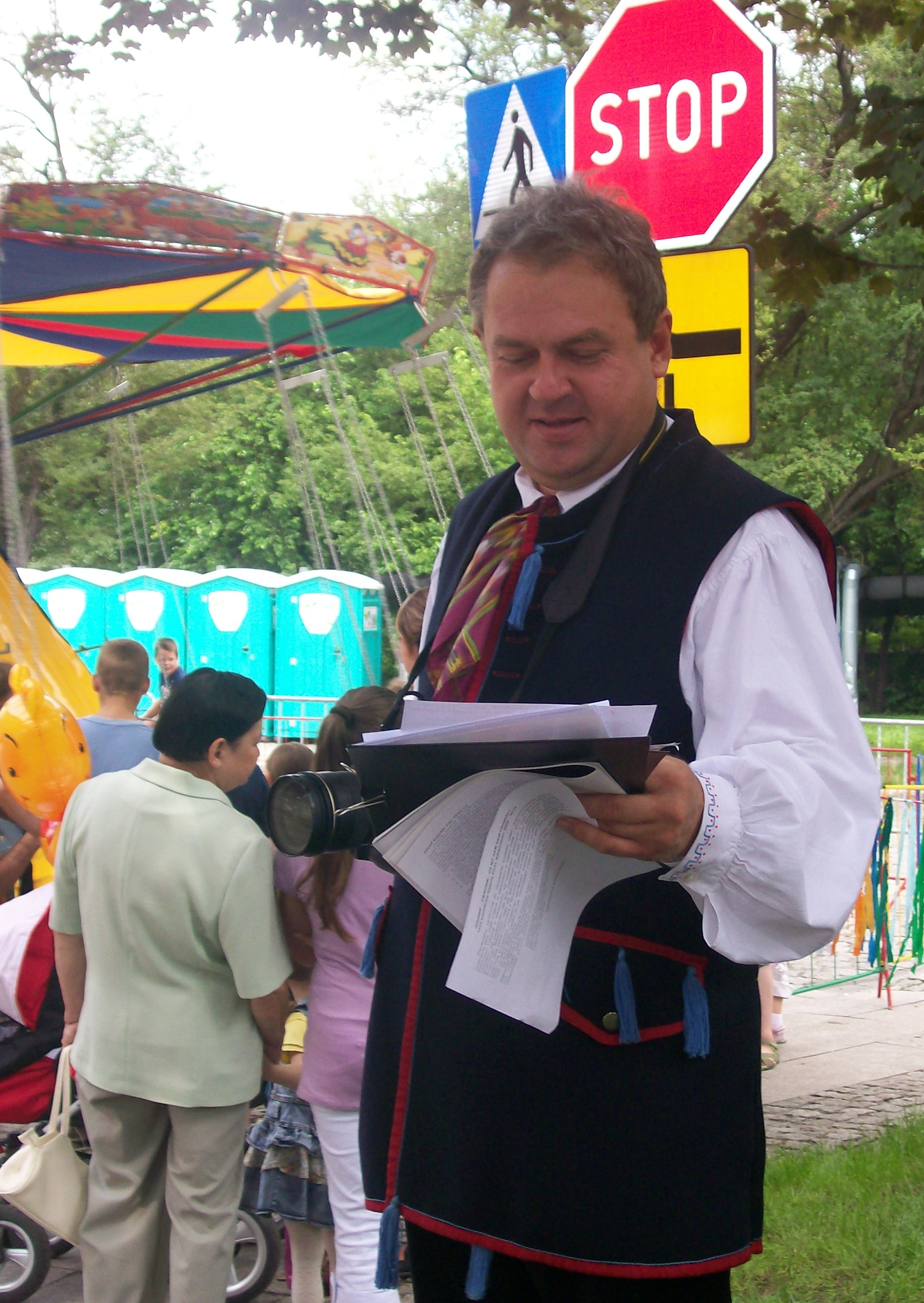
Marek Szołtysek

Marek Szołtysek (ur. 1963 w Gierałtowicach) – śląski pisarz, dziennikarz, historyk, autor książek związanych z kulturą i kuchnią śląską, redaktor Gazety Rybnickiej.

## Życiorys
Jest absolwentem Katolickiego Uniwersytetu Lubelskiego. Od wielu lat mieszka w Rybniku, gdzie pracuje jako nauczyciel historii i wiedzy o społeczeństwie w IV Liceum Ogólnokształcącym. W TVS prowadzi program S2 Śląsk. W Radiu Fest można usłyszeć jego felietony w audycji Szołtysek na Fest.
Autor cotygodniowych felietonów publikowanych w Dzienniku Zachodnim i katowickim wydaniu Echa Miasta. Jest żonaty i ma sześcioro dzieci.

## Nagrody i wyróżnienia
W 1995 i 1999 roku otrzymał nagrody w dziedzinie kultury z rąk prezydenta Rybnika. W 1997 roku dostał nagrody Kuratora Oświaty w Katowicach, Ministerstwa Edukacji Narodowej i Rady Oświaty Regionalnej. W 1999 roku otrzymał Nagrodę im. Wojciecha Korfantego. przyznaną przez Związek Górnośląski. W 2001 roku przyjęty został do Śląskiej Loży Liderów. Trzy lata później przez Kazimierza Kutza został nazwany „współczesnym Karolem Miarką”.

## Wydane książki
- Rybnik, nasze gniazdo (1997)
- Papież na Górnym Śląsku (1998)
- Śląsk, takie miejsce na ziemi (1998)
- 80 lat PCK... (1999)
- Żywot Ślązoka poczciwego (1999)
- Dzieje rybnickiego zamku i sądu (1999)
- Dzielnice Rybnika (2000)
- Bujaków, 700 lat... (2000)
- Biblia Ślązoka (2000)
- Śląskie podróże (2000)
- Elementarz śląski (2001)
- Ślązoki nie gęski (2002)
- Kuchnia śląska
- Dzieje Śląska, Polski i Europy
- Ślązoczki piykne są!
- Bojki śląskie
- Ślonsk je piykny
- Graczki
- Rozmówki Śląskie
- Ewangelie Śląskie
- Historyjo Ślonska po ślonsku (2013) ISBN 83-89956-33-0.